# Aimargues
Aimargues – miejscowość i gmina we Francji, w regionie Oksytania, w departamencie Gard.
Według danych na rok 1990 gminę zamieszkiwało 2988 osób, a gęstość zaludnienia wynosiła 113 osób/km² (wśród 1545 gmin Langwedocji-Roussillon Aimargues plasuje się na 129. miejscu pod względem liczby ludności, natomiast pod względem powierzchni na miejscu 252.).